# Presidente de la Junta de Castilla y León
El presidente de la Junta de Castilla y León es, junto con las Cortes y la propia Junta, una de las instituciones básicas de autogobierno de Castilla y León. Ostenta la suprema representación de la comunidad autónoma y la ordinaria del Estado en ella y preside el Gobierno autonómico —la Junta de Castilla y León—, dirigiendo sus acciones y coordinando las funciones de sus miembros.
De acuerdo con el artículo 152 de la Constitución y con el 26.2 del Estatuto de Autonomía, es elegido por las Cortes de Castilla y León de entre sus miembros y nombrado por el rey.
Las Cortes, en cualquier momento, pueden proponer al rey el cese del presidente si así lo acuerda la mayoría absoluta de sus miembros postulando un candidato alternativo. El presidente de Castilla y León tiene la potestad de nombrar y destituir a los consejeros en cualquier momento. Su mandato ordinario es de cuatro años, no pudiendo optar a la reelección en caso de llevar más de ocho años en el cargo. Desde 2007 se le reconoce la capacidad de disolver anticipadamente las Cortes, derecho que ejerció por vez primera en el año 2021 convocando elecciones anticipadas.

## Listado de presidentes
Esta es una lista con todos los presidentes del ente autonómico:
| N.º | Nombre                     | Imagen | Legislatura                 | Nombramiento                  | Cese                          | Partido | Partido |
| --- | -------------------------- | ------ | --------------------------- | ----------------------------- | ----------------------------- | ------- | ------- |
| ―   | Juan Manuel Reol           |        | Consejo General             | 22/07/1978 [BOCYL 02/05/1979] | 12/07/1980 [BOCYL 05/08/1980] |         | UCD     |
| ―   | José Manuel García Verdugo |        | Consejo General             | 12/07/1980 [BOCYL 05/08/1980] | 03/06/1983 [BOE 26/05/1983]   |         | UCD     |
| 1   | Demetrio Madrid            |        | I                           | 03/06/1983 [BOE 26/05/1983]   | 24/11/1986 [BOE 21/11/1986]   |         | PSOE    |
| 2   | José Constantino Nalda     |        | I                           | 24/11/1986 [BOE 21/11/1986]   | 28/07/1987 [BOE 28/07/1987]   |         | PSOE    |
| 3   | José María Aznar           |        | II                          | 28/07/1987 [BOE 28/07/1987]   | 20/09/1989 [BOE 18/09/1989]   |         | AP      |
| 3   | José María Aznar           | PP     | II                          | 28/07/1987 [BOE 28/07/1987]   | 20/09/1989 [BOE 18/09/1989]   |         |         |
| 4   | Jesús Posada               |        | II                          | 20/09/1989 [BOE 18/09/1989]   | 10/07/1991 [BOE 08/07/1991]   |         |         |
| 5   | Juan José Lucas            |        | III                         | 10/07/1991 [BOE 08/07/1991]   | 19/03/2001 [BOE 28/02/2001]   |         |         |
| 5   | Juan José Lucas            | IV     |                             | 10/07/1991 [BOE 08/07/1991]   | 19/03/2001 [BOE 28/02/2001]   |         |         |
| 5   | Juan José Lucas            | V      |                             | 10/07/1991 [BOE 08/07/1991]   | 19/03/2001 [BOE 28/02/2001]   |         |         |
| 6   | Juan Vicente Herrera       |        | 19/03/2001 [BOE 17/03/2001] | 12/07/2019 [BOE 12/07/2019]   |                               |         |         |
| 6   | Juan Vicente Herrera       | VI     | 19/03/2001 [BOE 17/03/2001] | 12/07/2019 [BOE 12/07/2019]   |                               |         |         |
| 6   | Juan Vicente Herrera       | VII    | 19/03/2001 [BOE 17/03/2001] | 12/07/2019 [BOE 12/07/2019]   |                               |         |         |
| 6   | Juan Vicente Herrera       | VIII   | 19/03/2001 [BOE 17/03/2001] | 12/07/2019 [BOE 12/07/2019]   |                               |         |         |
| 6   | Juan Vicente Herrera       | IX     | 19/03/2001 [BOE 17/03/2001] | 12/07/2019 [BOE 12/07/2019]   |                               |         |         |
| 7   | Alfonso Fernández Mañueco  |        | X                           | 12/07/2019 [BOE 12/07/2019]   | En el cargo                   |         |         |
| 7   | Alfonso Fernández Mañueco  | XI     |                             | 12/07/2019 [BOE 12/07/2019]   | En el cargo                   |         |         |